# British Academy Film Awards 1998
Die 51. Verleihung der British Academy Film Awards fand am 18. April 1998 in London statt. Die Filmpreise der British Academy of Film and Television Arts (BAFTA) wurden in 20 Kategorien verliehen, hinzu kamen vier Spezial- bzw. Ehrenpreis-Kategorien, darunter erstmals der Publikumspreis Orange Film of the Year. Die Verleihung zeichnete Filme des Jahres 1997 aus.
| Film                                     | N  | A |
| ---------------------------------------- | -- | - |
| L.A. Confidential                        | 12 | 2 |
| Ganz oder gar nicht                      | 11 | 3 |
| Titanic                                  | 10 | 0 |
| Ihre Majestät Mrs. Brown                 | 8  | 2 |
| William Shakespeares Romeo + Julia       | 7  | 4 |
| Wings of the Dove – Die Flügel der Taube | 6  | 2 |
| Nil by Mouth                             | 4  | 2 |
| Boogie Nights                            | 2  | 0 |
| Der Eissturm                             | 2  | 1 |
| Ein Fall für die Borger                  | 2  | 0 |
| Oscar Wilde                              | 2  | 0 |

## Preisträger und Nominierungen
Der Mitfavorit Ganz oder gar nicht gehörte mit drei Preisen bei elf Nominierungen zu den Gewinnern des Abends. Erfolgreicher war nur William Shakespeares Romeo + Julia, der bei sieben Nominierungen vier Preise erhielt. Mit zwölf Nominierungen, aber nur zwei Auszeichnungen, galt L.A. Confidential als einer der Verlierer des Abends. Titanic ging bei zehn Nominierungen sogar ganz leer aus. Für Kritik im Vorfeld hatte der Umgang der Academy mit dem Film Bean – Der ultimative Katastrophenfilm gesorgt, der mit 137 Millionen Pfund an den Kinokassen äußerst erfolgreich war, jedoch keine Nominierung für einen BAFTA erhielt.

### Bester Film
Ganz oder gar nicht (The Full Monty) – Uberto Pasolini
Ihre Majestät Mrs. Brown (Mrs. Brown) – Sarah Curtis
L.A. Confidential – Arnon Milchan, Curtis Hanson, Michael G. Nathanson
Titanic – James Cameron, Jon Landau

### Bester britischer Film
Nil by Mouth – Luc Besson, Douglas Urbanski, Gary Oldman
Ein Fall für die Borger (The Borrowers) – Tim Bevan, Eric Fellner, Rachel Talalay, Peter Hewitt
Ganz oder gar nicht (The Full Monty) – Uberto Pasolini, Peter Cattaneo
Ihre Majestät Mrs. Brown (Mrs. Brown) – Sarah Curtis, John Madden
Der Preis der Ehre (Regeneration) – Allan Scott, Peter Simpson, Gillies MacKinnon
Twenty Four Seven – Imogen West, Shane Meadows

### Beste Regie
Baz Luhrmann – William Shakespeares Romeo + Julia (Romeo + Juliet)
James Cameron – Titanic
Peter Cattaneo – Ganz oder gar nicht (The Full Monty)
Curtis Hanson – L.A. Confidential

### Bester Hauptdarsteller
Robert Carlyle – Ganz oder gar nicht (The Full Monty)
Billy Connolly – Ihre Majestät Mrs. Brown (Mrs. Brown)
Kevin Spacey – L.A. Confidential
Ray Winstone – Nil by Mouth

### Beste Hauptdarstellerin
Judi Dench – Ihre Majestät Mrs. Brown (Mrs. Brown)
Kim Basinger – L.A. Confidential
Helena Bonham Carter – Wings of the Dove – Die Flügel der Taube (Wings of the Dove)
Kathy Burke – Nil by Mouth

### Bester Nebendarsteller
Tom Wilkinson – Ganz oder gar nicht (The Full Monty)
Mark Addy – Ganz oder gar nicht (The Full Monty)
Rupert Everett – Die Hochzeit meines besten Freundes (My Best Friend's Wedding)
Burt Reynolds – Boogie Nights

### Beste Nebendarstellerin
Sigourney Weaver – Der Eissturm (The Ice Storm)
Lesley Sharp – Ganz oder gar nicht (The Full Monty)
Jennifer Ehle – Oscar Wilde (Wilde)
Zoë Wanamaker – Oscar Wilde (Wilde)

### Bestes Original-Drehbuch
Gary Oldman – Nil by Mouth
Paul Thomas Anderson – Boogie Nights
Simon Beaufoy – Ganz oder gar nicht (The Full Monty)
Jeremy Brock – Ihre Majestät Mrs. Brown (Mrs. Brown)

### Bestes adaptiertes Drehbuch
Baz Luhrmann, Craig Pearce – William Shakespeares Romeo + Julia (Romeo + Juliet)
Hossein Amini – Wings of the Dove – Die Flügel der Taube (Wings of the Dove)
Curtis Hanson, Brian Helgeland – L.A. Confidential
James Schamus – Der Eissturm (The Ice Storm)

### Beste Kamera
Eduardo Serra – Wings of the Dove – Die Flügel der Taube (The Wings of the Dove)
Russell Carpenter – Titanic
Donald M. McAlpine – William Shakespeares Romeo + Julia (Romeo + Juliet)
Dante Spinotti – L.A. Confidential

### Bestes Szenenbild
Catherine Martin – William Shakespeares Romeo + Julia (Romeo + Juliet)
Martin Childs – Ihre Majestät Mrs. Brown (Mrs. Brown)
Peter Lamont – Titanic
Jeannine C. Oppewall – L.A. Confidential

### Beste Kostüme
Deirdre Clancy – Ihre Majestät Mrs. Brown (Mrs. Brown)
Ruth Myers – L.A. Confidential
Sandy Powell – Wings of the Dove – Die Flügel der Taube (The Wings of the Dove)
Deborah Lynn Scott – Titanic

### Beste Maske
Jan Archibald, Sallie Jaye – Wings of the Dove – Die Flügel der Taube (Wings of the Dove)
Janis Clark, Scott H. Eddo, John M. Elliott Jr. – L.A. Confidential
Tina Earnshaw, Kay Georgiou, Simon Thompson – Titanic
Lisa Westcott – Ihre Majestät Mrs. Brown (Mrs. Brown)

### Beste Filmmusik
Craig Armstrong, Marius de Vries, Nellee Hooper – William Shakespeares Romeo + Julia (Romeo + Juliet)
Anne Dudley – Ganz oder gar nicht (The Full Monty)
Jerry Goldsmith – L.A. Confidential
James Horner – Titanic

### Bester Schnitt
Peter Honess – L.A. Confidential
David Freeman, Nick Moore – Ganz oder gar nicht (The Full Monty)
Jill Bilcock – William Shakespeares Romeo + Julia (William Shakespeare’s Romeo + Juliet)
Conrad Buff IV, James Cameron, Richard A. Harris – Titanic

### Bester Ton
Anna Behlmer, Kirk Francis, John Leveque, Andy Nelson, Terry Rodman, Roland N. Thai – L.A. Confidential
Alistair Crocker, Adrian Rhodes, Ian Wilson – Ganz oder gar nicht (The Full Monty)
Tom Johnson, Gary Rydstrom, Gary Summers, Mark Ulano – Titanic
Roger Savage, Gareth Vanderhope, Rob Young – William Shakespeares Romeo + Julia (Romeo + Juliet)

### Beste visuelle Effekte
Neil Corbould, Nick Dudman, Nick Allder, Karen E. Goulekas, Mark Stetson – Das fünfte Element (The Fifth Element)
Rick Baker, Eric Brevig, Peter Chesney, Rob Coleman – Men in Black
Peter Chiang – Ein Fall für die Borger (The Borrowers)
Thomas L. Fisher, Michael Kanfer, Mark A. Lasoff, Robert Legato – Titanic

### Bester animierter Kurzfilm
Stage Fright – Steve Box, Helen Nabarro, Michael Rose
El caminante – Jeremy Moorshead, Debra Smith
Flatworld – Daniel Greaves, Nigel Pary, Patrick Veale
T.R.A.N.S.I.T. – Iain Harvey, Piet Kroon

### Bester Kurzfilm
The Deadness Of Dad – Philippa Cousins, Mandy Sprague, Stephen Volk
Crocodile Snap – James Greville, Joe Wright
Gasman – Gavin Emerson, Lynne Ramsay
Little Sisters – Andy Goddard, Nic Murison

### Bester nicht-englischsprachiger Film
Lügen der Liebe (L’appartement), Frankreich/Spanien/Italien – Georges Benayoun, Gilles Mimouni
Lucie Aubrac, Frankreich – Claude Berri
Mein Leben in Rosarot (Ma vie en rose), Frankreich/Belgien/Großbritannien – Alain Berliner, Carole Scotta
Tango-Fieber (The Tango Lessons), Großbritannien/Frankreich/Argentinien/Deutschland/Niederlande – Sally Potter und Christopher Sheppard

## Ehrenpreise

### Academy Fellowship
- Sean Connery – britischer Schauspieler

### Herausragender britischer Beitrag zum Kino (Michael Balcon Award)
(Outstanding British Contribution to Cinema)
- Mike Roberts – Kameramann (The Killing Fields – Schreiendes Land, Indiana Jones und der letzte Kreuzzug)

### Special Award
- Cornel Lucas – britischer Fotograf

### Publikumspreis(Orange Film of the Year)
- Ganz oder gar nicht (The Full Monty)